# Supercopa do Paraguai de Futebol de 2021
A Supercopa Paraguai 2021 foi a primeira edição deste campeonato e foi disputada entre o clube Olimpia, campeão da Copa Paraguai 2021 e o time Cerro Porteño, campeão com maior pontos da Primera División de Paraguai 2021.
O Olimpia foi o campeão após derrotar o Cerro Porteño por um placar de 3-1.

## Participantes
| Clube         | Cidade   | Classificação                                | Participação |
| ------------- | -------- | -------------------------------------------- | ------------ |
| Olimpia       | Assunção | Campeão do Copa Paraguai 2021                | 1ª           |
| Cerro Porteño | Assunção | Campeão do Primera División de Paraguai 2021 | 1ª           |

## Partida
| 12 de dezembro de 2021 | Olimpia                                                        | 3 – 1     | Cerro Porteño       | Estádio Defensores del Chaco, Assunção |
| 19:00 (UTC−3)          | Roque Santa Cruz 15' · Richard Ortiz 67' · Alejandro Silva 79' | Relatório | 90+3' Fabián Franco | Árbitro: Éber Aquino                   |

## Premiação
| Supercopa do Paraguai de 2021 |
| ----------------------------- |
| Olimpia Campeão (1.º título)  |